# Dear America - Lettere dal Vietnam
Dear America - Lettere dal Vietnam (Dear America: Letters Home from Vietnam) è un film-documentario del 1987, opera del regista Bill Couturiè.

## Trama
Il documentario offre uno spaccato straordinariamente reale della Guerra del Vietnam attraverso la corrispondenza inviata dai militari al fronte dal 1965 al 1970.
Le letture vengono accompagnate da materiale audio-video, (spesso inedito) girato durante il conflitto. La lettura del materiale viene affidata ad alcuni importanti attori. Prestano infatti voce al film Robert De Niro, Martin Sheen, Michael J. Fox, Robin Williams, Willem Dafoe, Tom Berenger, Ellen Burstyn, Kathleen Turner.

## Riconoscimenti
- 1988 - Sundance Film Festival
  - Premio Speciale della Giuria: Documentario[1]